# Spilosoma fumosana
Spilosoma fumosana är en fjärilsart som beskrevs av Matsumura 1927. Spilosoma fumosana ingår i släktet Spilosoma och familjen björnspinnare. Inga underarter finns listade i Catalogue of Life.